# Ерланген-Гехштадт
Ерланген-Гехштадт (нім. Erlangen-Höchstadt) — район у Німеччині, у складі округу Середня Франконія федеральної землі Баварія. Районний центр — місто Ерланген, яке адміністративно до складу району не входить.

## Населення
Населення району становить 138 105 осіб (станом на 31 грудня 2020).

## Адміністративний поділ
Район складається з 3 міст (нім. Städte), 7 торговельних громад (нім. Märkte) та 15 громад (нім. Gemeinden):
| Міста 1. Баєрсдорф (7945) 2. Герцогенаурах (23616) 3. Гехштадт-ан-дер-Айш (13579) Об'єднання громад 1. Аурахталь 2. Гесдорф 3. Гехштадт 4. Уттенройт Торговельні громади 1. Вайзендорф (6592) 2. Вахенрот (2225) 3. Герольдсберг (8474) 4. Еккенталь (14614) 5. Лоннерштадт (2094) 6. Мюльгаузен (1759) 7. Фестенбергсгройт (1569) | Громади 1. Адельсдорф (9127) 2. Аурахталь (3080) 3. Бубенройт (4496) 4. Буккенгоф (3048) 5. Гемгофен (5379) 6. Гесдорф (3597) 7. Гремсдорф (1614) 8. Гросензебах (2463) 9. Кальхройт (3080) 10. Марлоффштайн (1569) 11. Мерендорф (4859) 12. Оберрайхенбах (1359) 13. Реттенбах (4694) 14. Уттенройт (5025) 15. Шпардорф (2248) |

Дані про населення наведені станом на 31 грудня 2020.